# Brothers (film, 2009)
Pour les articles homonymes, voir Brothers.
Pour plus de détails, voir Fiche technique et Distribution.
Brothers, ou Frères au Québec, est un film américano-britannique réalisé par Jim Sheridan, sorti le 4 décembre 2009 aux États-Unis et le 3 février 2010 en France. Il s'agit d'un remake du film danois Brothers réalisé par Susanne Bier et sorti le 4 décembre 2004.
Le film suit Sam, militaire de carrière, qui doit partir en déploiement en Afghanistan. Il laisse son épouse Grace et ses deux petites filles. Son frère Tommy, tout juste sorti de prison, vient s'occuper de sa famille en son absence. À la suite d'un accident d’hélicoptère, Sam est porté disparu et la vie continue pour sa famille.

## Synopsis
Le capitaine Sam Cahill, militaire prêt à repartir en mission en Afghanistan, est marié à Grace qu'il connaît depuis le lycée. Ils ont deux petites filles, Isabelle et Maggie, et si Sam aime son métier, sa famille déteste le voir partir. Son père, ancien militaire à la retraite, avec un penchant pour l'alcool, est très fier de lui. En revanche, il désapprouve les actions de son second fils, Tommy, qui sort juste de prison, et leurs relations sont très tendues. Pourtant quand Sam repart en mission, il « confie » sa famille à ce frère immature, égoïste et irresponsable.
Au cours d'une opération, l'hélicoptère de Sam et de ses hommes est abattu en plein vol. Tout le monde le croit mort alors qu'il est en fait prisonnier pendant des mois avec un de ses hommes, Joe Willis, dans le désert afghan.
Au cours des funérailles militaires de Sam, un soldat remet à Grace une lettre que Sam lui avait demandé de transmettre dans le cas où il lui arriverait malheur. Toutefois, elle ne l'ouvrira pas avant des mois.
Tommy accepte très mal le décès de son frère tout comme son père et ce deuil va les conduire à une altercation verbale qui sera une mise au point et un nouveau départ. Voyant Grace déprimée, dépassée, Tommy va s'investir auprès d'elle et de ses filles, un peu contre leur volonté. Il va passer de plus en plus de temps chez elles et avec elles, prenant son rôle très à cœur. Isabelle et Maggie vont beaucoup s'attacher à cet oncle qu'elles ne connaissaient quasiment pas et au bout de plusieurs mois un rapprochement va se faire entre Tommy et Grace qui ne feront que s'embrasser en le regrettant tout de suite.
La vie pour eux continue, tandis que pour Sam et Joe, c'est l'enfer. Ils sont soumis à des tortures et des conditions de vie difficiles. Leur ennemi veut absolument les maintenir en vie le temps qu'ils craquent et acceptent de se faire filmer pour transmettre un message dicté aux États-Unis et à leurs familles. Joe cède le premier, il pense à sa femme et son fils nouveau-né qui l'attendent au pays et ne supporte plus ces mauvais traitements. Un jour où ils sont affaiblis et à bout de nerfs, Sam tue à coups de barre de fer son soldat sous les menaces de ses ravisseurs pour sauver sa propre vie, ce qui va le hanter profondément.
Remis au fond d'un trou, Sam sera sauvé peu après par l'armée américaine et pourra enfin retrouver les siens. À l'annonce de l'erreur de l'armée concernant la mort de son mari, Grace est très heureuse tout comme les autres membres de la famille, même si Tommy a un petit pincement au cœur en devant redonner à son frère sa place dans son foyer.
Toutefois, le retour de Sam à la vie civile s'avère compliqué : il est devenu triste, maussade, distant, renfermé et paranoïaque. Il est persuadé que le temps de son absence, son frère et sa femme sont devenus amants, et qu'ils le sont toujours. En outre, il a du mal à supporter la complicité que Tommy a construite avec ses nièces. Son secret le ronge, il n'arrive pas à en parler et revoir la femme de Joe avec son bébé l'enfonce dans son mensonge et son silence. Sa culpabilité est immense et il en veut de plus en plus à sa femme qu'il tient pour responsable de son acte, car pour lui, il a agi par amour, pour la retrouver, ainsi que ses enfants.
Grace et ses filles ne reconnaissent plus Sam, Tommy est inquiet et son père lui conseille de ne pas faire la même erreur que lui en gardant les horreurs de la guerre sous couvert, car il risque de reporter ses démons sur sa famille. Mais Sam se tait et veut même repartir au front, ce que son supérieur lui refuse.
Les jours passent et Sam perd pied. Un soir, persuadé que Grace et Tommy ont couché ensemble, il perd complètement le contrôle et en arrive presque à commettre l'irréparable : après avoir ravagé la cuisine refaite par son frère pendant son absence, il entend la police arriver et sort la défier alors qu'il est armé. Désespéré, il met son arme sur sa tempe, prêt à se suicider, jusqu'à ce que son frère le dissuade.
Grace qui aime toujours profondément son mari et voudrait l'aider, sent que quelque chose s'est passé en Afghanistan qui a entièrement démoli son époux. Elle veut le retrouver. « Si tu ne me dis pas ce qu'il s'est passé là-bas, tu ne me reverras pas », lui dit-elle comme une ultime chance pour leur couple et une ultime main tendue vers lui. Sam finit par le lui avouer ce qu'il a fait et se demande s'il parviendra à continuer à vivre après avoir vécu la guerre et ses atrocités.

## Fiche technique
- Titre : Brothers
- Réalisation : Jim Sheridan
- Scénario : David Benioff
- Musique : Thomas Newman
- Photographie : Frederick Elmes
- Montage : Jay Cassidy
- Direction artistique : Guy Barnes
- Décors : Tony Fan
- Costumes : Durinda Wood
- Distribution des rôles : Avy Kaufman
- Sociétés de production : Lionsgate, Relativity Media, Sighvatsson Films, Michael De Luca Productions
- Sociétés de distribution : Lionsgate (États-Unis), Wild Bunch Distribution (France)
- Budget : 26 000 000 $
- Pays d'origine :  États-Unis /  Royaume-Uni
- Format : couleur — 35 mm — 2,35:1 — son Dolby Digital / DTS
- Dates de sortie :
  - États-Unis : 4 décembre 2009
  - France : 3 février 2010
- Classification :
  - États-Unis : R
  - France : tous publics avec avertissement

## Distribution

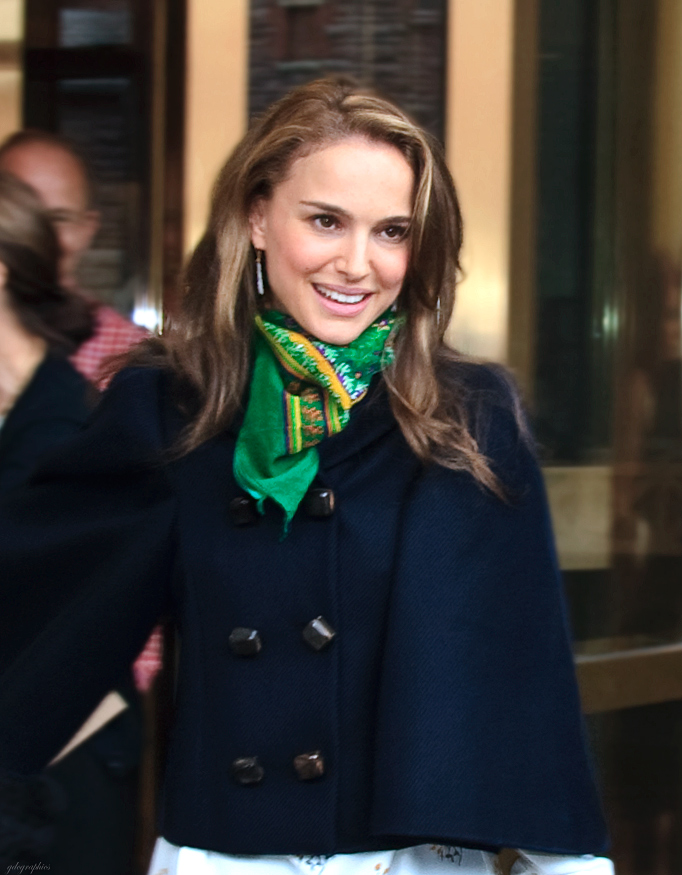
L'actrice Natalie Portman, la même année au TIFF.

- Tobey Maguire (VF : Damien Witecka ; VQ : Hugolin Chevrette) : le capitaine Sam Cahill
- Jake Gyllenhaal (VF : Adrien Antoine ; VQ : Martin Watier) : Tommy Cahill, le frère de Sam
- Natalie Portman (VF : Céline Mauge ; VQ : Aline Pinsonneault) : Grace Cahill, la femme de Sam
- Sam Shepard (VF : Michel Ruhl ; VQ : Mario Desmarais) : Hank Cahill, le père de Sam et Tommy
- Bailee Madison (VF : Karine Foviau ; VQ : Ludivine Reding) : Isabelle Cahill, fille de Grace et Sam
- Taylor Geare (VF : Léopoldine Serre ; VQ : Noémie P. Charbonneau) : Maggie Cahill, fille de Grace et Sam
- Mare Winningham (VQ : Élise Bertrand) : Elsie Cahill, la femme de Hank
- Patrick Flueger (VQ : Philippe Martin) : Joe Willis, le soldat détenu avec Sam
- Carey Mulligan : Cassie Willis, la femme de Joe
- Jenny Wade (VQ : Viviane Pacal) : Tina, la petite amie de Tommy
- Arron Shiver (VF : Fabien Jacquelin) : A.J.